# De Kiekeboes
De Kiekeboes (Frans: Fanny et Cie) is een Vlaamse krantenstrip die ontstond in 1977 en tot medio 2023 getekend en geschreven werd door Merho (Robert Merhottein). De strips werden eerst door Uitgeverij J. Hoste en nadien door de Standaard Uitgeverij uitgegeven. Van de in 2023 populairste stripreeks in Vlaanderen werden meer dan 25 miljoen exemplaren verkocht.
Tot mei 2010 heette de reeks Kiekeboe.

## Geschiedenis

### Kiekeboe
Begin jaren zeventig had Merho al eens geprobeerd om met de personages uit het poppenspel Kiekeboe van zijn broer Walter een stripverhaal te maken. De poging bleef beperkt tot acht pagina's. De tweede poging lukte beter. De strip verscheen voor het eerst in Het Laatste Nieuws en De Nieuwe Gazet op 15 februari 1977. De albums werden uitgegeven door J. Hoste en vanaf 1990 door Standaard Uitgeverij.
Rond 2003 stopte de voorpublicatie in Het laatste nieuws en verscheen het voortaan in de kranten Gazet van Antwerpen en Het Belang van Limburg. Geleidelijk aan werd het werk steeds meer overgenomen door de assistenten zoals Thomas Du Caju en Kristof Fagard. Op 18 februari 2004 verscheen het honderdste album in de reeks, 27 jaar en 3 dagen na de eerste verschijning op 15 februari 1977.
Het boek Kiekeboe 30 jaar verscheen op 15 februari 2007 naar aanleiding van het dertigjarig bestaan van Kiekeboe. Dit is een boek van ruim 90 pagina's met artikels en informatie over de reeks, de medewerkers, de personages en hoe een strip tot stand komt.
In het najaar van 2008 kwam het naslagwerk Kiekepedia uit. In dit boek staan alle personages uit de reeks opgesomd, allemaal met hun eigen identiteit, afbeelding en naamsverklaring.

### De Kiekeboes
De stripreeks Kiekeboe kreeg vanaf het 125e album (2010) een grondige restyling. De reeks heette voortaan "De Kiekeboes" en ook het formaat van de albums werd veranderd, ze kregen de A4-grootte. Volgens de uitgeverij was de naamsverandering nodig omdat de naam "Kiekeboe" niet aansloeg in Nederland. Daar werd de naam als te kinderachtig beschouwd. Volgens Merho is de nieuwe vormgeving en titel de logische nieuwe stap en heeft de verandering niet zozeer met de verkoop buiten België te maken.
Vanaf 2014 doet Merho het rustiger aan en verschijnen er geen vier albums per jaar meer. In 2018 stopte de voorpublicatie in de Gazet van Antwerpen.
In december 2018 kwam het gerucht dat Merho naar opvolgers voor deze stripreeks zocht. Dat jaar verhuisde Merho en zijn tekenstudio van Zoersel naar Brasschaat. Het leek alsof de reeks niet meer op dezelfde manier zou worden gemaakt. Merho zelf ging zich wel meer toespitsen op de redactie van de scenario's en de eindcontrole. Met die beweging wil hij het aantal afgewerkte albums per jaar terug opvoeren, zonder aan kwaliteit te verliezen. Kristof Fagard werkte reeds sinds 2013 vanaf het wit blad op aanwijzingen van Merho's A4-schetsen. De inkleuring was nog steeds van de hand van dochter Ine Merhottein. Een scenario en aanzet door Merho werd doorgegeven en uitgewerkt door Thomas Du Caju en de digitale inkt voor deze albums vloeide uit de pen van Jos Vanspauwen. Voor 2020 stonden er albums op de planken met scenario's van Peter Van Gucht, waar Kristof Fagard een verhaal uit destilleerde en volledig digitaal uitwerkte onder supervisie van Merho.
Op 6 september 2023 verscheen Seizoensfinale, het laatste album getekend door Merho. Rond dezelfde tijd verscheen ook De Kiekeboes compleet met alle 164 originele verhalen naar aanleiding van 75 jaar Merho.

### De nieuwe avonturen van de Kiekeboes
Medio oktober 2023 stelde Merho zijn opvolgers voor: Marnix Verduyn (Nix) als scenarist, Charel Cambré als tekenaar en Shirow Di Rosso als inkleurder. Hun eerste album met nieuw volgnummer 1, Uranium-235 werd in april 2024 uitgegeven. De reeks onderging een 'creatieve reset' met de hoofdfiguren in een aangepaste vormgeving. De verhaallijn maakt een tijdsprong van enkele jaren. Dochter Fanny Kiekeboe, inmiddels 21 jaar, is afgestudeerd als journaliste en zij onderzoekt voor haar vlog Fanny’s Factcheck maatschappelijk belangrijke thema’s. 
Normaal gezien was de eerste strip van de nieuwe reeks nog in 2023 verschenen, maar Merho zei dat er wat opstartproblemen waren. De samenwerking tussen Steve Van Bael en Marnix Verduyn stuitte op problemen, waardoor men Charel Cambré aansprak om de serie op zich te nemen.
In 2024 verschenen uiteindelijk drie albums. Na die verhalen besloot Nix de reeks te verlaten om zich meer te kunnen concentreren op zijn academisch werk. Een vierde album, Exit Game, was wel aangekondigd voor een release in maart 2025, maar zal niet meer verschijnen. De reeks werd stopgezet ten voordele van een doorstart van de oorspronkelijke reeks.
De verkoopcijfers van de nieuwe reeks waren lager dan die van de oorspronkelijke reeks, maar volgens de uitgever waren die niet teleurstellend en dus geen reden om de reeks te stoppen.

### Doorstart De Kiekeboes
Na het vertrek van Nix werd Mike Beyers aangesteld als nieuwe scenarist, op aanbeveling van Merho. Het vertrek was meteen de aanleiding om het roer om te gooien en verder te gaan met de originele reeks. Merho stuurde zelf aan op een doorstart van die reeks en sprak over een "inschattingsfout" dat een reeks die vooral draait rond Fanny en haar vriendinnen zou aanslaan. Volgens hem vroegen fans van het origineel "steeds luider" naar een terugkeer. Tekenaar Charles Cambré knoopt bij deze doorstart meer aan bij de tekenstijl van Merho en de verhaallijn pikt de inhoud en personages van de originele reeks op. Nummer 165, Camping Vital, verscheen in juni 2025. Het verhaal speelt zich terug af in dezelfde periode als de oorspronkelijke reeks, voordat Fanny afstudeerde, al zijn er wel af en toe verwijzingen naar het verhaal van de Nix-albums.

## Stijl
De Kiekeboes is een typische Vlaamse familiestrip. De personages zijn eerder antihelden dan helden. De situaties en de verhaalopbouw zijn vergelijkbaar met die van Suske en Wiske qua herkenbaarheid, maar de reeks mikt tegelijk meer op een volwassener publiek. Dit laat zich merken aan de erotiek (meestal in de gedaante van tienerdochter Fanny Kiekeboe en de overspelige bedrijfsleider Firmin Van De Kasseien), de vele verwijzingen naar maatschappelijke thema's of actuele begrippen (hormonenzwendel in Over koetjes en kalfjes, witwasserij in Witter dan wit) en de beruchte woordspelingen en andere taalspelletjes (zie ook hieronder). De nep-reclameaffiches zetten een traditie verder waarin vooral Piet Pienter en Bert Bibber van Pom uitblonk.
In de begindagen hadden sommige Kiekeboe-verhalen een wat groter sciencefictiongehalte. Ook leken ze qua braafheid en naïviteit nog erg op andere bekende strips die hoofdzakelijk voor jonge lezers bedoeld waren, zoals De Smurfen (De Wollebollen) of Suske en Wiske. De reeks evolueerde echter al snel met de tijdgeest. Kiekeboes vrouw, Charlotte, die in het begin een flauw huisvrouwtje was, werd een veel zelfstandiger en assertiever figuur. Ook de erotiek, die in het begin nog vrij schuchter en subtiel aanwezig was, werd geleidelijk aan explicieter.
De verhalen zelf werden minder naïef en sloten meer aan bij reële gebeurtenissen, op enkele pure fictiethema's zoals vampiers (Het witte bloed, De kus van Mona, De babyvampier, Mona, de musical, Tienduizend dagen, Schijnheilig bloed) na. Merho pikte aan het begin van zijn carrière soms rechtstreeks in op de actualiteit (De dorpstiran van Boeloe Boeloe is een parodie op Idi Amin Dada en De zwarte Zonnekoning op Jean-Bédel Bokassa), maar deed dat later subtieler omdat deze grappen te snel dateren.

## Personages

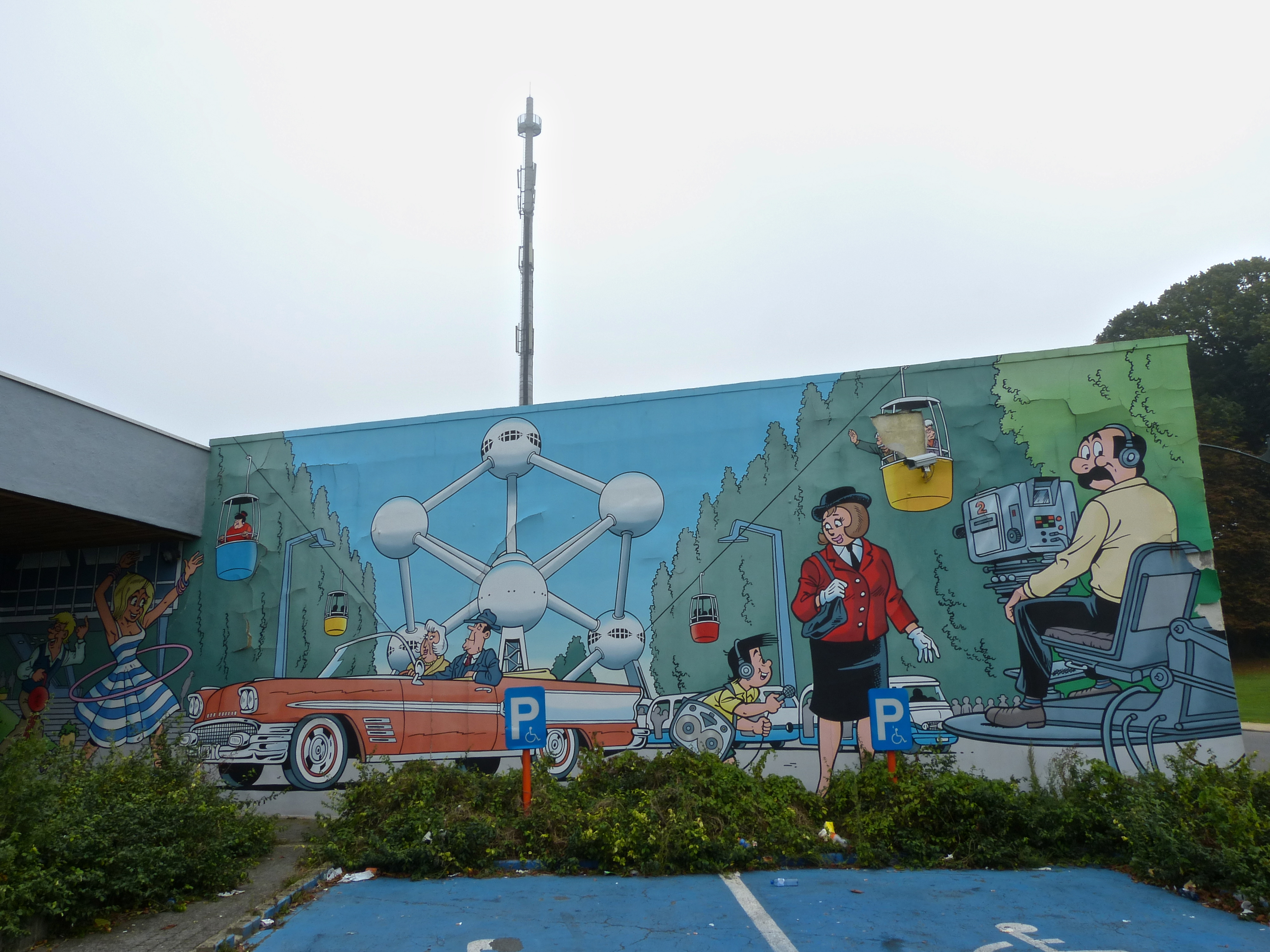
Stripmuur in Brussel

### Hoofdpersonages
- Marcel Kiekeboe
- Charlotte
- Fanny
- Konstantinopel

### Nevenpersonages
- Leon Van Der Neffe
- Carmella Van Der Neffe-Vuylstreke
- Leo Van Der Neffe
- Joeksel Van Der Neffe
- Froefroe Van Der Neffe
- Moemoe
- Nonkel Vital Kiekeboe
- Fernand Goegebuer
- Balthazar
- Inspecteur Sapperdeboere
- Firmin Van De Kasseien
- Dédé la Canaille
- Timotheus/Timothea Triangl
- Mevrouw Stokvis
- Alanis
- Tomboy

## Albums
Jaarlijks verschenen er drie à vier albums. Van elk album werden gemiddeld 100.000 exemplaren verkocht. 

## Woordspelingen en taalspelletjes
De reeks staat bekend om haar talrijke woordspelingen en taalgrapjes. Deze komen onder meer voor in:
- Albumtitels:
  - De spray-historie (een woordspeling rond spray en prehistorie)
  - De Fez van Fes
  - De Aqua-rel (aquarel)
  - Heil Bod (heilbot)
  - Jeanne Darm (Gendarme)
  - Villa Delfia (Philadelphia)
- Op bordjes van reclame en affiches die te zien zijn in de achtergrond:
  - Verzekering De Stier: "Wij dekken alles"
  - Reisbureau: "Gesloten wegens vakantie"
  - Begrafenisondernemer: "Geopend wegens sterfgeval"
  - Schoenmaker "De Backer" / Bakkerij "Schoenmaeckers"
  - (125) Planten "Bij Verpotten": "Planten verpotten"
  - (128) Javel N°5: "Chanel N°5"
  - (128) Hugo Bros: "Hugo Boss" (Hugo Broos, Belgische oud-voetballer)
  - (128) 't Iszot: "Tissot"
  - (128) Dom Pétillant: "Dom Pérignon (Champagne) (pétillant=bruisend)"
  - (130) De bus naar "Huyswaerts": "Huiswaarts"
- Namen van fictieve landen, eilanden en gebieden:
  - het eiland Ernia: Een hernia
  - het eiland Paranoia
  - Burlesconië Naar Silvio Berlusconi en "burlesk"
  - San Rancun (sans rancunes)
  - De Côte d'Allure (allures, of ook "Cote d'Azur")
  - (128) Macadamia: "Macadam"
  - (129) Domaine "Le Trou De Pluteau": "Domein "Het Hol Van Pluto" (afgelegen plek)"
  - (3) Lampaka: Kampala de hoofdstad van Oeganda
  - (129) Liverny: "Liever niet"
  - (143) Bruswerpen: Samentrekking van Brussel en Antwerpen
- Namen van personages:
  - Claude Zac (klootzak)
  - Bas Ketbal (basketbal)
  - Anna Gram (anagram)
  - Alain Provist (à l'improviste, Frans voor geïmproviseerd)
  - Tom Aat (tomaat)
  - Luc Raak (lukraak)
  - Aart Appel (aardappel)
  - Lex Tok (lekstok is Vlaams voor "lolly")
  - Emmy Award (Emmy Award) (personage in Het Geslacht Kinkel)
  - Jo Hannesburg (Johannesburg, personage in Het Geslacht Kinkel)
  - Vader en zoon Ed Adop en Fred Adop (Antwerps voor "eet dat op" resp. "vreet dat op")
  - (27) B.H. Van Den Boezem: "Beha "
  - (27) Bill Point: "Voorloper van Paypal"
  - (27) Harm Slag: "Armslag"
  - (126) Winifred Caes: ""Wie Ni Fret Kaas" (Wie Eet Geen Kaas)"
  - (126) Mannichi: "Monchichi"
  - (126) Rik Terrizan: ""Riekt er es aan" (Ruik er eens aan)"
  - (126) Fukyu: "Fuck You"
  - (126) Britt Padt: "Brad Pitt"
  - (128) Dakanni: "Dat kan niet"
  - (128) Juan Tanimo: "Guantanamo"
  - (128) De Isbaazh Partij: "Is Baas"
  - (128) Labra D'Or: "Labrador"
  - (128) Torry Molinos: "Torremolinos"
  - (129) De Dafal Gang: "Dafalgan"
  - (130) Octaaf Hoogher: "Octaaf hoger"
  - (130) Toontje Hoogher: "Toon hoger"
  - (130) Backing Vogels: "Backing vocals"
  - (130) Marco Paulo: "Marco Polo"
  - (130) Bil Boa: "Bilbao"
  - (131) De Poteraer: "Sjoemelaar (poteren=sjoemelen)"
  - (131) Philippe Meubels: "Philippe Geubels"
  - (131) Magda Nuwelle: "Mag dat nu wel"
  - (131) Candy Nuwelle: "Kan die nu wel"
  - (132) Ti Spoon: "Teaspoon=theelepel"
  - (132) Ernest Anyway: "Ernest Hemingway"
  - (132) Buster Block: "Blockbuster"
  - (132) Sho Ping Mal: "Shopping mall (Winkelcentrum)"
  - (133) Bill Naet: "Bilnaad"
  - (135) Barbie Poppe: "Barbiepop"
  - (135) Ingrid Jenten: "Ingrediënten"
- Andere
  - (125) Nicotinka Sigaretten: "Nicotine"
  - (130) Fris en monster: "Fris en monter"
  - (130) Een postanale compressie: "Postnatale depressie"
  - (130) Sterven Op De Dansvloer: "Sterren Op De Dansvloer"
  - (130) Cavia: "Cava"
  - (130) Granny Award: "Grammy Award (Granny=Grootmoeder)"
  - (130) Digilexie: "Dyslexie qua Digitale Technologie"
  - (130) Torteldruifje: "Tortelduifje"
  - (131) Keuken op grootmoeders wijze: Bobonne Appétit: "Bonne appétit (Bobonne=oma)"
  - (135) De Creamcheese University In Philadelphia: "Creamcheese (roomkaas) Philadelphia (roomkaas en stad in USA)"

Ook als de voor- en familienaam van een personage niet noodzakelijk een woord vormen kunnen de namen een woordspeling vormen. Voorbeelden zijn Kiekeboes buurman Leon van der Neffe ("van der neffe" is Antwerps voor "die van hiernaast") en Generaal SStoeffer uit Het plan SStoeffer (een "stoeffer" is een Vlaams dialectwoord voor opschepper.)
Andere personages zijn woordspelingen op echt bestaande namen zoals: Nana Potpourri in King Sacha (Nana Mouskouri), John Massif in De spray-historie (John Massis), Boer Vil in Met de Franse slag (Bourvil), Chef Van Ouquelle in De anonieme smulpapen (Sjef van Oekel) en Bo Clootsaet in Het Boerka Complot. Volgens sommigen zou de naam van Kiekeboes baas Van de Kasseien verwijzen naar Willy Vandersteen, in wiens studio Merho aanvankelijk werkte.
Merho's gebruik van humor die afwisselend voor zowel kinderen als volwassenen leuk is en de woordspelingen in de namen van personages zijn duidelijk geïnspireerd door René Goscinny en Albert Uderzo's Asterix.

## Cameo's
- In het album De snor van Kiekeboe lopen de leden van muziekgroep De Strangers en het komische duo Gaston en Leo voorbij op straat.
- Merho reserveert ook een plaatsje voor leermeester Willy Vandersteen in De onthoofde sfinx. Hij drinkt een pintje aan de toog met slechterik Balthazar.
- Acteur René Verreth passeert in het album De Haar-Tisten de revue als zijn bekende personage Persez in de tv-reeks De Collega's. Hij zou een collega van Kiekeboe zijn.
- Tv- en radiopresentator Jos Ghysen geeft als dokter Gheysen een lezing voor De anonieme smulpapen met als titel Te vet of niet te vet. Een verwijzing naar zijn bekende programma Te bed of niet te bed.
- In Een zakje chips steekt de Amerikaanse regisseur Woody Allen de straat over.
- Zanger Dow Jones uit het verhaal Hotel O is geïnspireerd op Michael Jackson.
- In De hoofdzaak zit een scène in het donker waarin je met de nachtkijker Hannibal Lecter herkent.
- Merho is een grote fan van Laurel and Hardy en laat de personages ook af en toe opdraven in zijn strips. In het album De zwarte Zonnekoning krijgen de dikke en de dunne een zwarte huidskleur en geven ze gestalte aan de lijfwachten van president Mombakka.
- In het album Patiënt Zero zien we sportjournalist Aster Nzeyimana onder de naam Freek News.
- Het album Niet Van Gisteren speelt zich volledig af in Limburg en er komen een aantal Limburgse BV's langs: Matteo Simoni, Regi, Pat Krimson en Frieda Van Wijck.
- In het 131ste album Omtrent Oscar kan je stand-up comedians Philippe Geubels en Alex Agnew herkennen.
- In het album Wie A Zegt komt actrice Ruth Beeckmans voor als securityguard.

## Medewerkers

### Resi Van Treeck
Deed de inkleuring met plakkaatverf op blauwdruk van 1985 tot Ria Smits de inkleuring midden jaren 90 digitaal overnam. 
Ria Smits deed de inkleuring tot 2013 waarna dochter Ine Merhottein haar opvolgde. 
Ine digitaliseert ook de inkleuringen van oude albums naar het nieuwe format.

### Peter Koeken
Was sinds 1986 met de studio van Merho verbonden voor het inkten van de potloodpagina's. In 2015 nam hij pensioen en werkte tot album 142, Tot op de bodem mee.
Aanvankelijk Gaf Peter Koeken het inktwerk door aan Kristof Fagard die naast Kiekeboeket 2.0 (2014) en Schatjes op zolder (2012) de eerste pagina's voor De truken van Defhoor (2015) klassiek inktte. Toch wilde Merho vanaf dat jaar het inktwerk digitaal uitwerken en nam daarvoor Jos Vanspauwen onder de arm.

### Rik Dewulf
Trad in 1989 toe tot de studio van Merho voor het tekenwerk in potlood. Hun samenwerking stopte in 1999. Rik Dewulf werkte aan 39 albums, van Zeg het met bloemen t.e.m. Taxi Comitée.

### Dirk Stallaert
In januari 2003 werd Dirk Stallaert binnengehaald om zich op het tekenwerk toe te leggen. Stallaert had zich tot dan toe onder meer met de laatste Nero-verhalen van Marc Sleen beziggehouden. Merho zelf legde zich toe op het uitwerken van de scenario's.
Doch Stallaert vond van zichzelf dat de "Kiekeboe-stijl" hem niet lag, en besloot eind 2005 om ermee te stoppen. In zijn plaats kwamen twee nieuwe helpers, Steve Van Bael (bekend van de stripreeks Link voor Dupuis) en Thomas Du Caju (bekend van de stripreeks Sabatini en Betty en Dodge). Steve Van Bael stopte in 2007 om zich te richten op zijn eigen stripproject Figaro. Zijn plaats werd ingenomen door Kristof Fagard die samen Thomas Du Caju de potloodschetsen van Merho uitwerkte.
Dirk Stallaert keerde in 2020 terug om tot en met 2023 het tekenwerk voor nog enkele albums te verzorgen.

### Steve Van Bael
Vanwege Dirk Stallaerts beslissing was Merho noodgedwongen op zoek naar een nieuwe medewerker, Steve Van Bael werkte in het verleden al sporadisch mee aan de Kiekeboes. Hij bleef intussen Link bij Dupuis voortzetten maar had er een moeilijke relatie mee. Merho stelde daarom voor aan twee albums per jaar mee te werken en daarnaast hielp hij Steve Van Bael aan een nieuw eigen reeks Figaro. Uiteindelijk besloot Steve Van Bael, tijdens de productie van het album 'Drie bollen met slagroom', verder te gaan met zijn eigen reeks en kwam Kristof Fagard aan boord.

Vanaf 2020 tekende Steve Van Bael opnieuw voor De Kiekeboes, waar hij onder supervisie van Merho de potloodtekeningen maakte. In het najaar van 2023 stopte hun samenwerking.

### Thomas Du Caju
Thomas Du Caju had zijn eigen reeks Sabatini en vulde aanvankelijk met Steve Van Bael het team van potloodtekenaars voor Merho aan. Ze werkten allebei Merho's ruwe schetsen uit. Hij ving ook vaak samen met Peter Koeken het werk van Steve Van Bael op. De samenwerking met Thomas Du Caju stopte in 2019.

### Kristof Fagard
Fagard startte in november 2007 met het ontwerpen van achtergronden voor het album 'Drie bollen met slagroom'. Hij kon deze vaardigheid snel uitbreiden naar het klassieke potloodwerk, gebaseerd op ruwe schetsen van Merho. Vanaf 'Joyo de eerste' begon hij ook met het tekenen van de personages en bracht samen met Merho Tomboy Dizon tot leven.
Sinds 2010 werkt hij aan de strip vanaf een blanco vel, naar het storyboard in quarto schetsen van Merho en ondersteunde hij bij de digitale inkleuring van oude albums. 
In 2013 start hij, door de terugval in albums van 4 naar 2 per jaar met digitaal inktwerk voor niet aan De Kiekeboes gerelateerde opdrachten.
Voorafgaand aan de overstap naar digitaal inktwerk door Jos Vanspauwen in 2015, voorzag Fagard enkele albums van traditioneel inktwerk met penseel en nib, zoals eerder gedaan door Peter Koeken. 
Bij het Kiekeboe-avontuur: ‘Vrouwen Komen van Mars’, een knipoog naar John Gray’s relatiegids ‘Men Are from Mars, Women Are from Venus’ (1992), liet Merho alle scènes rond ‘Snijboon en Zoon’ doelbewust door Fagard vormgeven, zodat ze grafisch niet te veel aan Merho's eigen stijl deden denken. Fagard haalde inspiratie uit het werk van verschillende klassieke Vlaamse stripauteurs. Hij deed zijn job zo goed dat sommige lezers dachten dat ‘Snijboon en Zoon’ een authentieke ouderwetse strip was. Merho herinnerde zich dat Urbanus hem vroeg: “Waar heb je die strip gevonden?”
Fagard is een kruising tussen een stilistische kameleon en/of een meestervervalser.
In 2016 tekende Fagard de originele façades voor de rides van Comics Station Antwerpen. Samen met Tom Metdepenningen animeerden ze de filmpjes voor de droptower.

In 2019 en 2020 tekende Fagard zelfstandig de albums 'In troebel water' en 'Onvervalst Vals' naar de scenarios van Peter Van Gucht.
Fagard werkt voornamelijk als freelancer voor verschillende Belgische uitgeverijen, waaronder Borgerhoff-Lamberigts, Clavis, Standaard Uitgeverij en Studio 100.
Hij draagt naast de Kiekeboes ook bij aan series zoals Amazonia, 'Captain Ecki', De Kronieken van Amoras, Junior Suske en Wiske, #LikeMe en verschillende hommagealbums waaronder Piet Pienter en Bert Bibber, de Kiekeboes en Suske en Wiske.

### Andere
Andere vaste medewerkers van Merho zijn echtgenote Ria Smits, zijn dochter Ine, Peter Koeken, Thomas Du Caju, Kristof Fagard, Rik Dewulf en Jos Vanspauwen. 
Jos Vanspauwen doet de digitale inkting.
Voor de scenario's werden Ivan (Petrus) Adriaenssens (2010), Bruno De Roover (2019) en Peter Van Gucht (2019) ingeschakeld. Merho behield wel steeds de eindverantwoordelijkheid. Ondertussen schrijft Merho weer zelf de scenario's.

## Film en theater
- Het witte bloed werd in 1992 bewerkt tot pilot voor een televisieserie. Omdat ze door het budget zaten, besloten de makers de film op video uit te brengen. Een reactie van de tv bleef echter uit. Tekenaar Merho zette er jaren later de schaar in voor een dvd-editie. Het uiteindelijke resultaat was een één uur durende film die als bijlage bij het album Mona, de musical zat.
- In 1999 werd gestart met het maken van de bioscoopfilm Misstoestanden. Hierin werd op komische wijze getoond hoe onmogelijk een Kiekeboe-film was. Wegens creatieve meningsverschillen tussen Merho en de makers distantieerde Merho zich reeds van de film tijdens de productie ervan. De film werd toch uitgebracht in 2000, maar verdween al binnen de twee weken uit de bioscopen vanwege de geringe publieksopkomst. Merho verbood alle vormen van verdere publicatie en reageerde zijn frustraties af in het album De Simstones. Een journalist had hem dit aangeraden nadat deze Merho's woede had aanhoord. Van de film bestaat wel een cd met de soundtrack.
- In het najaar van 2007 werd in Theater Elckerlyc in Antwerpen in samenwerking met Studio 100 en Standaard Uitgeverij een theaterstuk opgevoerd Baas boven baas, gebaseerd op het gelijknamige Kiekeboe-album. De belangrijkste rollen waren voor Ludo Hellinx (Marcel Kiekeboe), Véronique Leysen (Fanny Kiekeboe), Eddy Vereycken (Firmin Van de Kasseien), Hans De Munter (Leon Van der Neffe) en Jan Van Looveren (Lee Posuksi). De regisseur was Christophe Ameye.

## Computerspellen
- 2001 - Kiekeboe Griezel-ROM, 8 bibber-griezellige spelletjes[26]
- 2004 - Speel mee met Fanny, 7 actiespellen en een eindquiz[26]

## In het straatbeeld
Sinds 1996 staat er in Hasselt een stripmuur gewijd aan Kiekeboe.
Op 5 mei 2007 werd in Antwerpen een stripmuur van Kiekeboe ingehuldigd. Hetzelfde jaar op 28 juli werd op de zeedijk van Middelkerke een standbeeld van Fanny Kiekeboe ingehuldigd en op zondag 26 augustus werd in de gemeente Zoersel een levensgroot bronzen standbeeld van stripfiguur Marcel Kiekeboe onthuld. Dit beeld is van de hand van beeldhouwer Valère Peersman.
Op 13 augustus 2018 werd in Westende, een deelgemeente van Middelkerke, een stripmuur ingehuldigd. Sinds april 2013 staat een modern beeld van de Kiekeboes door kunstenaar Luc Van Soom aan de Deuzeldlaan in Schoten.
In 2017 werd in Antwerpen het indoorpretpark Comics Station geopend. Het werd gethematiseerd naar 6 verschillende Belgische stripreeksen waaronder De Kiekeboes. Het heeft daar ook een eigen themazone.
Ook in Antwerpen hebben de Kiekeboes een stripmuur. In het hart van de Universiteitswijk (Paradijsstraat) wandelen de personages van Merho door een denkbeeldige steeg. Fanny fietst naar de universiteit met haar cursus in haar tas.

## Trivia
- Volgens het album Spoken in huis ligt het huis van de Kiekeboes in Bokrijk.
- Vele decors uit de serie gebaseerd op werkelijk bestaande gebouwen in het Antwerpse dorp Zoersel, waar auteur Merho woont.[bron?]
- Aan de kerk van Zoersel zit een standbeeld van stripfiguur Marcel Kiekeboe op een rustbank. De gemeentelijke basisschool die ernaast gelegen is, veranderde in 2011 haar naam naar 'De Kiekeboes'. Deze school komt ook voor in het album In vuur en vlam.
- Aan het Amerikaans Theater nabij het Atomium te Brussel is er sinds mei 2009 een fresco van de Kiekeboes aangebracht. De muur staat intussen al jaren te verkommeren. Het stadsbestuur beloofde om een nieuwe locatie voor de stripmuur te zoeken.[30]
- Marcel Kiekeboe en Merho hadden een cameo in het Suske en Wiskealbum De speelgoedspiegel.
- De personages uit de stripreeks hadden een gastoptreden in het album Het geheim van de kousenband (2001).
- Er verschenen ook enkele verhalen in andere talen, namelijk Het witte bloed en De zaak Luc Raak.
  - in het Frans (Fanny et cie): Le Sang Blanc en Le Cas Luc As (beiden vertaald door Thierry Martens)
  - in het Engels (Jo and co): The White Blood en The Harry Golucky Affair
- Er verschenen ook heel wat reclame-albums, de meeste in het Nederlands, maar ook enkele in het Frans, één in het Engels en één in het Duits.
- Er werden ook enkele pogingen ondernomen om de populariteit van Kiekeboe in Nederland te verhogen. Zo verschenen er in de periode 2003 tot 2004 zelfs zes "Nederlandse" Kiekeboe-albums, niet onder de naam Kiekeboe, maar wel onder de naam Fanny en Co[31]:

1. De zes sterren
2. De affaire Chichi
3. De hoofdzaak
4. Verkeerd verbonden
5. Het geslacht Kinkel
6. In vuur en vlam

- Van verschillende albums verschenen ook luxe-uitgaven. Deze zijn genummerde beperkte-oplagen gesigneerd door Merho, vaak met een harde kaft, en op een groter of een kleiner formaat dan de gewone albums. Af en toe zit er een extraatje bij (beeldje, baksteen, ex-libris). De waarde van bepaalde luxe-uitgaves kan hoog oplopen.
- Er zijn vier standbeelden van De Kiekeboes: een van Marcel Kiekeboe en een van Fanny Kiekeboe in Middelkerke, een van Marcel Kiekeboe in Zoersel en een van De Kiekeboes in Schoten.